# 59-та паралель південної широти
59-та паралель південної широти — лінія широти, що лежить на 59 градусів південніше земної екваторіальної площини. Єдиною ділянкою суходолу, яку перетинає паралель, є острів Бристоль.
На цій широті під час літнього сонцестояння сонце видно 18 годин 30 хвилин, а під час зимового сонцестояння — 6 годин 10 хвилин.

## Список географічних об'єктів, що перетинає 59° пд. ш.
Починаючи з Гринвіцького меридіану та рухаючись на схід, 59-та паралель південної широти проходить через:
| Координати                                                  | Територія або океан                              | Примітки                                                                      |
| ----------------------------------------------------------- | ------------------------------------------------ | ----------------------------------------------------------------------------- |
| 59°0′ пд. ш. 0°0′ сх. д. / 59.000° пд. ш. 0.000° сх. д.     | Атлантичний океан                                |                                                                               |
| 59°0′ пд. ш. 20°0′ сх. д. / 59.000° пд. ш. 20.000° сх. д.   | Індійський океан                                 |                                                                               |
| 59°0′ пд. ш. 147°0′ сх. д. / 59.000° пд. ш. 147.000° сх. д. | Тихий океан                                      | Протока Дрейка — проходить між Південною Америкою та Антарктичним півостровом |
| 59°0′ пд. ш. 67°16′ зх. д. / 59.000° пд. ш. 67.267° зх. д.  | Атлантичний океан                                | Море Скоша                                                                    |
| 59°0′ пд. ш. 26°37′ зх. д. / 59.000° пд. ш. 26.617° зх. д.  | Південна Джорджія та Південні Сандвічеві Острови | Проходить через острів Бристоль (претендує Аргентина)                         |
| 59°0′ пд. ш. 26°35′ зх. д. / 59.000° пд. ш. 26.583° зх. д.  | Атлантичний океан                                |                                                                               |